# شركة شاحنات ماك
شركة شاحنات ماك شركة تصنيع شاحنات أمريكية، ومنتج سابق للحافلات وعربات ترولي باص . تأسست الشركة عام 1900 بأسم (ماك بروذر كومبني) وانتجت أول حافلاتها عام 1907 وتبنت أسمها الحالي عام 1922. وحالياً شركة ماك شركة تابعة تابعة لشركة فولفو التي اشترت شركة ماك مع شركة رينو للشاحنات عام 2000. تأسست الشركة في بروكلين نيويورك ثم انتقلت الإدارة إلى مدينة ألينتاون (بنسيلفانيا) من عام 1905 إلى 2009.ثم انتقلت إلى مدينة غرينزبورو، كارولاينا الشمالية .]]. بينما يقع خط تجميع الشاحنات في مدينة (ماكنجي) بولاية بنسيلفانيا, مع معامل تجميع إضافية في بنسيلفانيا، ماريلاند، أستراليا وفنزويلا.
وتُباع شاحنات ماك في 45 بلداً حول العالم.

## إلانتاج الحالي

### أمريكا الشمالية

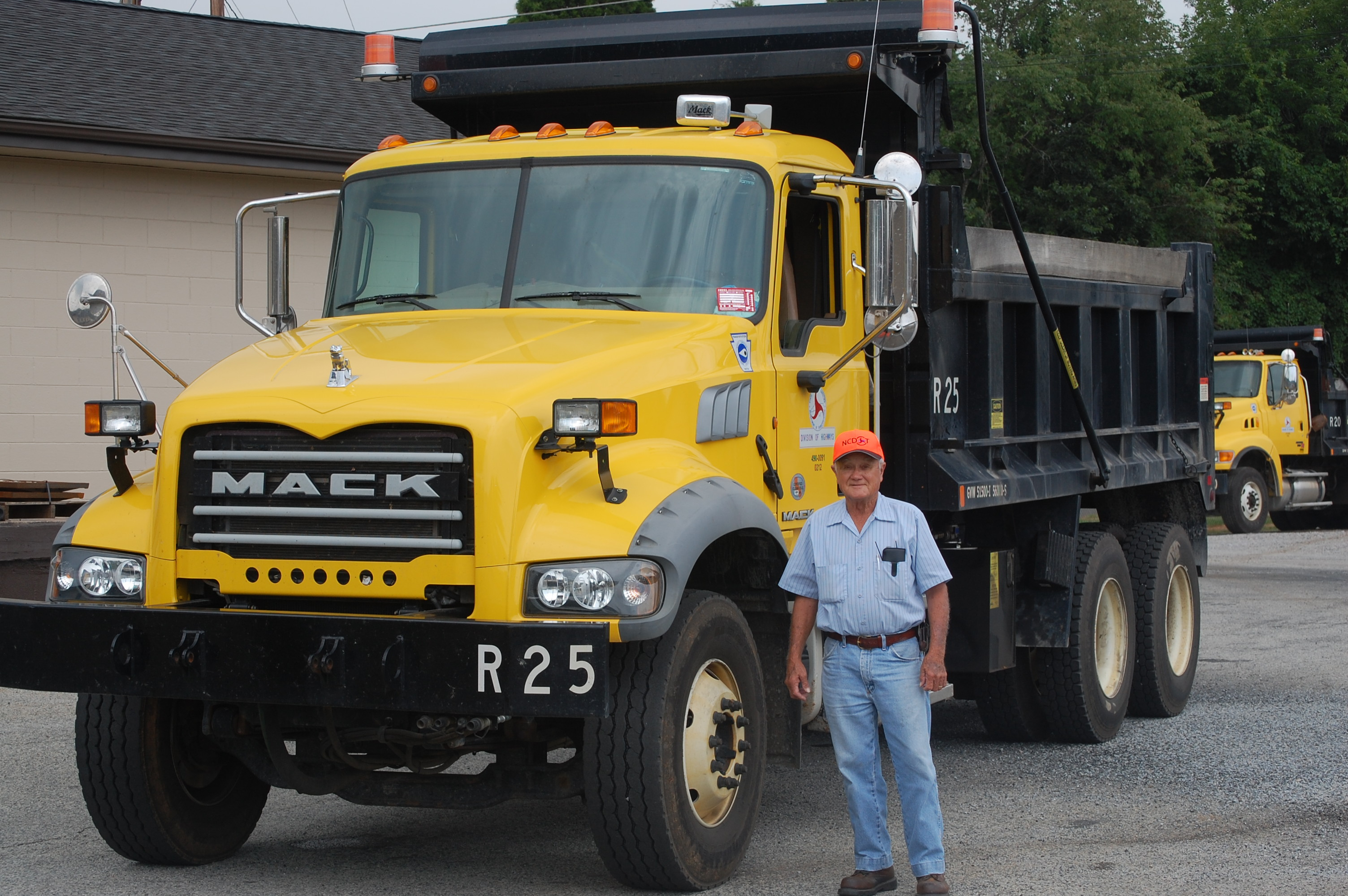
قلاب جرانيت

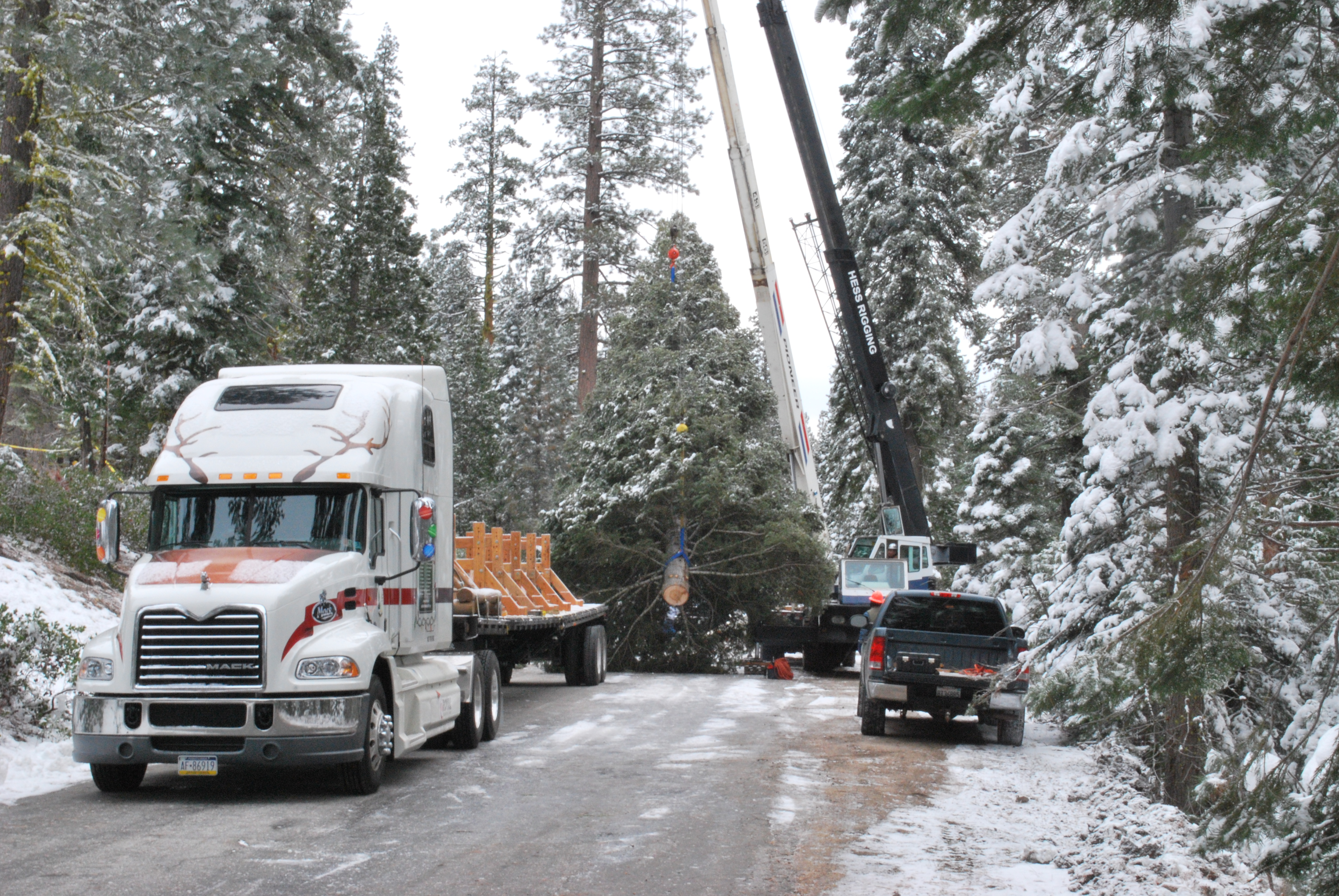
شبه قاطرة بينكل

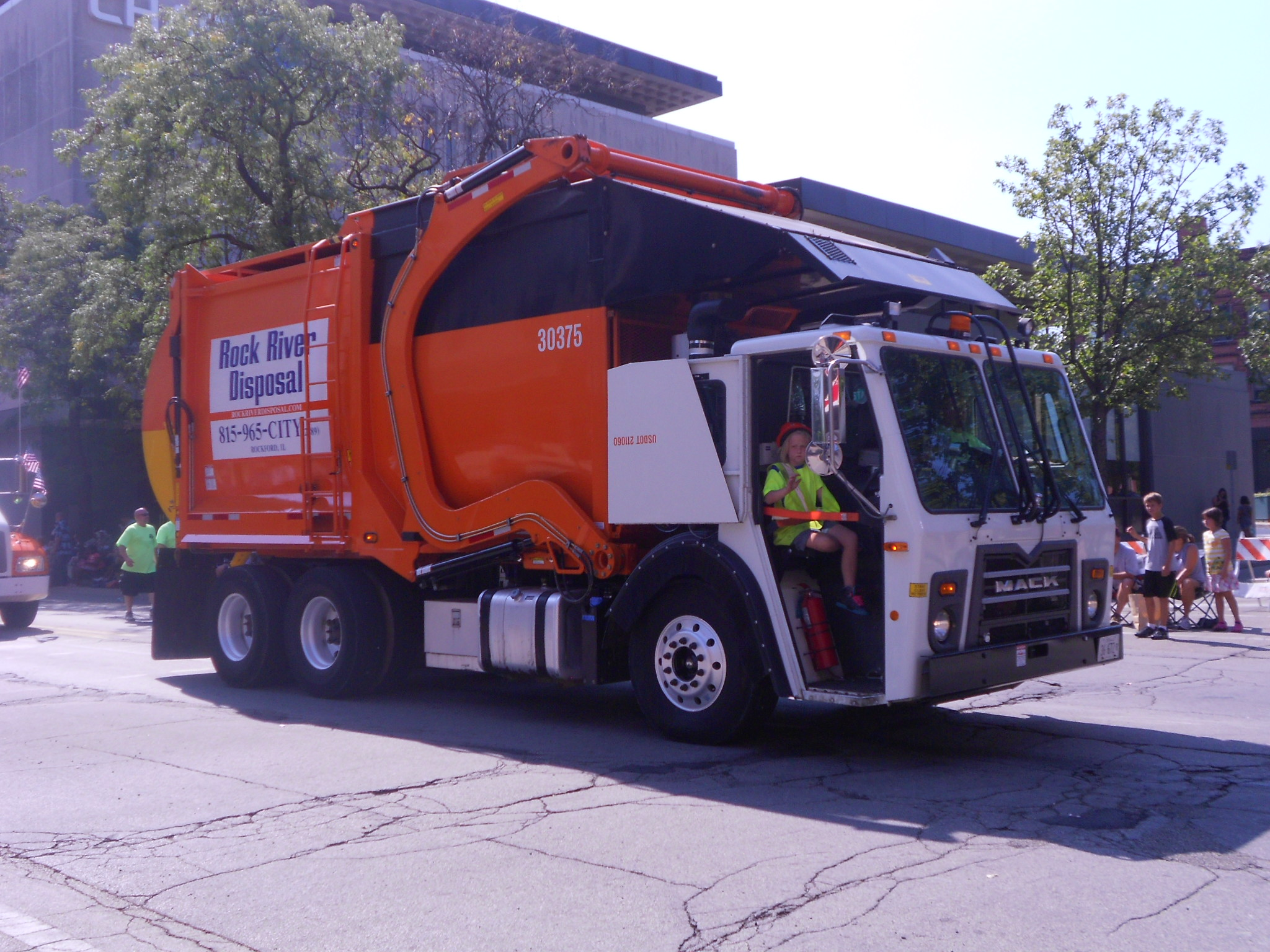
شاحنة جمع القمامة تيرا برو

قائمةبالنماذج الحالية المنتجة لأسواق أمريكا الشمالية .
- سلسلة كنستركشن:
  - جرانيت
    - جرانيت اكسل خلفي

  - تيرا برو كاب اوفر
- هيفي دوتي:
  - ماك تيتان
- سلسلة هاي واي:
  - سلسلة ماك بينكل :
    - بينكل سليبرز
    - بينكل اكسل امامي
    - بينكل كاب داي
    - بينكل راو هايد

  - سمارت واي
- سلسلة رفيوس :
  - تيرا برو كاب اوفر
  - تيرا برو لاو انتري
  - جرانيت اكسل باك
  - جرانيت
- الشاحنات العسكرية:
  - جرانيت ارميد لاين هول

### أستراليا، نيوزلندا وجنوب أفريقيا
قائمة النماذج المنتجة لأسواق أستراليا، نيوزلندا وجنوب أفريقيا بمعمل (واكول) في كوينزلندا .
- جرانيت
- ميترو-لاينر
- ماك سوبر لاينر
- تيتان
- تريدنت
  - تريدنت اكسل امامي
  - تريدنت اكسل خلفي
- تيرا برو (طلب للتصدير)
  - تيرا برو ماك اوفر
  - تيرا برو لاو انتري